# Diabolik, qui ets?
Diabolik, qui ets? (italià: Diabolik chi sei?) és una pel·lícula d'acció criminal italiana de 2023 dirigida pels germans Manetti i basada en la tira còmica de Diabolik de 1968 Diabolik, chi sei? d'Angela i Luciana Giussani. Es va estrenar al 18è Festival de Cinema de Roma el 10 d'octubre de 2023 abans d'estrenar-se als cinemes d'Itàlia el 30 de novembre. Segueix els esdeveniments de la pel·lícula Diabolik del 2021 i Diabolik - Ginko all'attacco! del 2022. S'ha doblat i subtitulat al català.
El rodatge va tenir lloc a finals de 2022 a Trieste, Palmi i Dino.